# Gassen, Zobrce
Gassen je naselje v Občini Zobrce v Okraju Beljak-dežela na Koroškem v Avstriji.